# Ош (Франция)
Вижте пояснителната страница за други значения на Ош.
Ош (на френски: Auch) е град в Южна Франция.

## География
Градът е главен административен център на департамент Жерс. Разположен е на река Жерс. Население 21 704 жители към 2007 г.

## История
Първите сведения за града датират от 50 г. пр.н.е.

## Архитектурни забележителности
- Катедралата „Сент Мари“.

## Спорт
Ош е известен със своя отбор по ръгби, който носи футболното название ФК Ош.

## Личности
Родени
- Луи Тома Вияре дьо Жоайоз (1750-1812), френски адмирал
- Д'Артанян (1611-1673), прототип на героя от „Тримата мускетари“
- Доминик Сер (1719-1793), френски художник
- Жак Фуру (1947-2005), френски ръгбист и треньор по ръгби

## Побратимени градове
- Меминген, Германия